# Bogda Feng
Der Bogda Feng (chinesisch 博格達峰 / 博格达峰, Pinyin Bógédá fẽng) ist ein Berg im Tian Shan im autonomen Gebiet Xinjiang in China.
Der Bogda Feng ist mit einer Höhe von 5448 m die höchste Erhebung im Gebirgszug Bogda Shan im äußersten Osten des Tian Shan. Der vergletscherte Berg liegt im äußersten Westen des Gebirgszugs. Im Norden liegt die kreisfreie Stadt Fukang im autonomen Bezirk Changji der Hui. Im Süden erstreckt sich der Stadtbezirk Dabancheng der bezirksfreien Stadt Ürümqi.

## Nebengipfel
Der 5213 m hohe Westgipfel (⊙) befindet sich 1,11 km westsüdwestlich vom Hauptgipfel.

## Besteigungsgeschichte
Der Bogda Feng wurde am 9./10. Juni 1981 von einer elfköpfigen japanischen Expedition aus Kyōto erstbestiegen.
Der Westgipfel wurde am 7./8. und 10. August 1981 von einer anderen japanischen Expedition bestiegen.